# Venom (Marvel)
Venom is een personage uit de comics van Marvel Comics. Oorspronkelijk werd het personage geïntroduceerd als een superschurk en een vijand van de superheld Spider-Man, maar sindsdien is hij geëvolueerd tot een antiheld en soms zelfs een volwaardige superheld. Hij verscheen voor het eerst in The Amazing Spider-Man #298 (maart 1988). Hij is zwart van kleur
Venom is het resultaat van een symbiose tussen een buitenaardse levensvorm en een mens. De mens die het langst met deze zogenaamde “symbioot” verbonden is geweest is Eddie Brock.

## Venoms geschiedenis

### Spider-Man
Venoms geschiedenis begon met Spider-Man zelf in een verhaal verspreid over verschillende strips getiteld Secret Wars. In dit verhaal werden Spider-Man en verschillende andere helden naar een buitenaardse planeet gehaald voor een gevecht tegen verschillende superschurken. Toen in Secret Wars #8, Spider-Mans kostuum beschadigd raakte, informeerden de anderen hem over een machine in een nabijgelegen laboratorium die zijn pak kon herstellen. Spider-Man activeerde echter de verkeerde machine en bevrijdde zo de levensvorm die erin opgesloten zat. Deze hechtte zich meteen aan zijn lichaam als een zwart pak.
In het begin zag Spider-Man het pak wel zitten. Het pak kon zich veranderen in elk soort kleding en gaf hem schijnbaar ongelimiteerd web voor zijn webschieters. Eenmaal terug op Aarde ontdekte Spider-Man dat het pak een eigen wil leek te hebben. Uiteindelijk vroeg hij Reed Richards om het pak te onderzoeken. Die ontdekte de ware toedracht: het pak was een soort buitenaardse parasiet die langzaam Spider-Mans lichaam overnam. Nadat men ontdekte dat de symbioot verzwakt werd door hard geluid wist Reed Richards Spider-Man en de symbioot te scheiden met behulp van een geluidsgolvenkanon.
De symbioot wist aan de Fantastic Four te ontsnappen en probeerde zich weer aan Spider-Man te binden in een kerktoren. Het harde geluid van de kerkklokken verzwakte de symbioot echter genoeg voor Spider-Man om zich voorgoed van het pak te ontdoen.

### Eddie Brock
Eddie Brock werkte voor de Daily Globe. Hij was een van hun beste journalisten, totdat hij begon met een serie artikelen over een moordenaar genaamd de 'Sin-Eater'. Eddie ontmoette een man die beweerde de Sin-Eater te zijn, waarna Eddie in zijn artikelen de dader onthulde. Eddie vergat echter zijn bronnen te controleren, en ontdekte daardoor niet dat de man die hij had ontmoet loog. Toen Spider-Man de ware dader ving kwam dit aan het licht en werd Eddie het lachertje van de Daily Globe. Hij werd ontslagen voor zijn onjuiste artikelen. Eddie gaf Spider-Man de schuld van zijn ontslag.
Toevallig was Eddie in dezelfde kerk waar Spider-Man en de symbioot hun laatste gevecht hadden. De woedende Eddie zag Peter vechten met de symbioot. De verzwakte symbioot verloor het gevecht met Peter en ontvluchtte hem. Aangetrokken door Eddie’s woede bond de symbioot zich aan hem en veranderde samen met hem in Venom. Omdat de symbioot eerst met Spider-Man verbonden was kwam Eddie op deze manier achter Spider-Mans ware identiteit, waarna hij een van zijn gevaarlijkste tegenstanders werd.
Hoewel hij een grote bedreiging vormde voor Spider-Man probeerde Venom, in tegenstelling tot veel andere superschurken, om in zijn gevechten geen omstanders te verwonden of te doden. Een paar maal werkten Venom en Spider-Man zelfs samen, waaronder tegen een andere symbioot genaamd Carnage. Ook werden Eddie en de symbioot een aantal maal van elkaar gescheiden, maar de symbioot zocht Eddie daarna altijd weer op. Venom en de symbioot werden blijkbaar voorgoed van elkaar gescheiden door de, half mens/half alien, Senator Ward.
Jaren later werd Eddie kok in een daklozencentrum van Martin Li, in het geheim Mister Negative. Li genas met zijn krachten Eddie van zijn kanker, maar dit zorgde ervoor dat de resten van de symbioot in zijn bloed zich bonden met zijn witte bloedcellen. Dit veranderde Eddie in Anti-Venom. Hierna raakte hij in een gevecht met Mac Gargan, de huidige Venom. Tijdens dit gevecht genas hij Gargan van de symbioot, maar vocht later nog eens tegen hem, terwijl Gargan zijn oude harnas weer droeg om zijn verzwakte symbioot te beschermen. Alhoewel Gargan Anti-Venom kon verslaan weigerde de symbioot hem te vermoorden omdat het nog steeds gevoelens voor Eddie had.
Eenmaal op het rechte pad, gebruikte Anti-Venom zijn krachten om drugsverslaafden te genezen, alhoewel hij nog steeds erg gewelddadig is. Hierbij werkte hij samen met een meisje genaamd Jenna, die hij van haar drugsverslaving had genezen. Op een avond kwam hij echter de Punisher tegen toen hij probeerde een groep drugdealers aan te pakken, maar werd Jenna door de drugsdealers ontvoerd. Toen zij zijn echte naam, Eddie Brock, noemde, werd Anti-Venom neergeschoten door de Punisher vanwege al zijn moorden die hij vroeger had gepleegd, maar genas snel van de wond en moest met de Punisher samenwerken om haar te redden.

### Angelo Fortunato
In een poging om vergeving voor zijn wandaden als Venom te krijgen verkocht Eddie de symbioot aan de misdadiger Don Fortunato en gaf de 100 miljoen dollar die hij ervoor kreeg aan een goed doel. De zoon van Don Fortunato, Angelo, werd de symbioots volgende gastlichaam. Hij bleek echter te laf en te zwak voor de symbioot. De symbioot verliet Angelo midden in een sprong, waardoor Angelo zelf zijn dood tegemoet viel.

### Mcdonald Gargan (Scorpion)
De symbioot bond zich daarna met Mac Gargan, alias Scorpion. In deze bond was de symbioot dominant en nam compleet bezit van Gargan. Ook dreef de symbioot Gargan enkele keren tot kannibalisme. Alhoewel Gargan angst voor de symbioot toonde, was hij tegelijk verslaafd geworden aan diens kracht. Toen Norman Osborn de Thunderbolts in een nieuw Avenger-team veranderde, nam Gargan de naam Spider-Man aan en nam de symbioot meestal de vorm aan van toen het nog met Peter Parker was gebonden. Uiteindelijk verliet de symbioot Gargan weer en nam deze weer de naam Scorpion aan.

### EugeneFlashThompson
De symbioot verbond zich ook met oorlogsveteraan Flash Thompson, een vroegere vijand van Peter Parker, maar later een van zijn beste vrienden. Als Venom dient hij als speciaal agent voor het leger en verbreekt hij de bond met de symbioot elke 48 uur zodat het hem niet overneemt. In tegenstelling tot de symbioots andere gastlichamen gebruikt Flash vuurwapens tijdens zijn gevechten. Ook stelt de symbioot hem in staat tijdelijk zijn benen, die hij verloor in Irak, terug te laten groeien.

### Andere oorsprong
Venoms oorsprong werd in latere strips iets aangepast. Het bleek dat Eddie, voordat hij begon met zijn artikelen voor de Sin-Eater Murders, ontdekte dat hij kanker had en nog maar drie maanden had te leven. Ook de reden dat de symbioot besloot zich aan Eddie te binden werd veranderd. In eerste instantie werd gesuggereerd dat de symbioot dit deed omdat hij en Eddie
een enorme haat hadden tegen Spider-Man. Later werd vermeld dat Eddie’s lichaam, als gevolg van de kanker, extra veel adrenaline aanmaakte. Precies datgene waarmee de symbioot zich voedde. Verder bleek de symbioot een medicijn tegen de kanker te zijn.

## Krachten en mogelijkheden
Venoms krachten hangen sterk af van de personen waarmee de symbioot is verbonden en verbonden is geweest. Omdat de symbioot lange tijd verbonden was met Spider-Man beschikt Venom grotendeels over dezelfde krachten als Spider-Man waaronder toegenomen spierkracht, reflexen en de mogelijkheid om tegen muren op te kruipen. Zijn kracht varieert van “net iets sterker dan Spider-Man” tot “het kunnen optillen van een tank”.
Venoms lichaam is verder bestand tegen verwondingen, nog meer dan Spider-Man. Verder beschikt Venom ook over webschieters. Maar omdat de webben die hij gebruikt door de symbioot zelf worden aangemaakt verzwakt te veel gebruik hiervan hem. Verder kan Venom niet worden gedetecteerd door Spider-Man’s “spider sense”.
De symbioot zelf kan zijn gastlichaam genezen van dodelijke ziekten of verwondingen, en op allerlei andere manieren beschermen. Verder verkrijgt de symbioot alle kennis van de persoon waar hij zich aan bindt en kan dit doorgeven aan latere gastlichamen.
De Anti-Venom-symbioot, een soort evolutie van de Venom-symbioot, kan ook vreemde stoffen, zoals radiatie of ziekten, in iemand opsporen, en diegene daarvan genezen. Ook kan Anti-Venom de Venom-symbioot afstoten, waardoor de symbioot zich niet met hem kan binden.
De symbioot is echter kwetsbaar voor geluidsgolven en hitte. De Anti-Venom-symbioot is echter immuun voor deze zwaktes, maar is hij zwak voor een kunstmatig virus bekend als 'Osborn´s Cure'.

## Familie
De Venom-symbioot creëerde in totaal zeven andere symbioten. De eerste en bekendste hiervan is Carnage. Daarna Anti-Venom. Dat zijn tevens de enige symbioten die Venom uit zichzelf creëerde. Later werd de Venom symbioot gevangen door de Life Foundation, die middels experimenten nog vijf symbioten uit hem creëerde: Scream, Riot, Agony, Phage en Lasher. Die laatste vier zijn inmiddels gefuseerd tot de nieuwe symbioot Hybrid.
Verder heeft de Venom symbioot ook een 'kleinzoon': Toxin, de symbioot ontstaan uit Carnage.

## Venom in andere media

### Televisie
- Venom komt voor in de animatieserie Spider-Man uit 1994. In de serie komt de symbioot naar de Aarde als verstekeling aan boord van een Spaceshuttle.
- Venom was een vaste vijand van Spider-Man in de animatieserie Spider-Man Unlimited.
- Venom kwam ook voor in The Spectacular Spider-Man. Deze versie van Eddie Brock was vooral gebaseerd op zijn Ultimate Marvel-versie.
- Venom speelt een rol in Phineas and Ferb: Mission Marvel.
- Venom speelt mee in de aflevering "The Venom Inside" van de animatieserie Hulk and the Agents of S.M.A.S.H.. In deze serie is hij een creatie van Dr. Octopus.

### Films
- Venom speelt mee in de film Spider-Man 3. Regisseur Sam Raimi had eerder te kennen gegeven geen interesse te hebben in dit personage, maar veranderde uiteindelijk van gedachten. In de film komt de Venom-symbioot naar de aarde in een meteoor. Hij bindt zich in eerste instantie aan Peter, die zich net als in de strips van het pak weet te ontdoen dankzij een kerkklok. Het pak bindt zich daarna aan Eddie Brock Jr, gespeeld door Topher Grace. Eddie Brock Jr. was een concurrent van Peter voor een vaste baan bij de Daily Bugle. Hij maakte een valse foto van Spider-Man die een bank berooft, maar werd door Peter ontmaskerd. Het bedrog kostte hem zijn baan. Nadat hij Venom is geworden ontvoert hij samen met Sandman Mary Jane Watson. De twee zouden Spider-Man hebben gedood als Harry Osborn niet tussenbeide was gekomen. Venom doodt Harry met zijn eigen Goblin Glider. Peter kan Venom en Eddie echter van elkaar scheiden met hard geluid. Daarna blaast hij de symbioot, en onbedoeld ook Eddie (die weer met de symbioot wilde fuseren) op met een van Harry's bommen.
- Eddie Brock / Venom heeft de hoofdrol in zijn eigen films Venom (2018), Venom: Let There Be Carnage (2021) en Venom: The Last Dance (2024). Hierin wordt hij vertolkt door Tom Hardy. Hardy verscheen tevens ook in een cameo voor de post-credit scene van de film Spider-Man: No Way Home (2021), waarin zijn personage van het Marvel Cinematic Universe terug ging naar het film universum van de Venom-films.

## Ultimate Venom
In de Ultimate Marvel-strips is Eddie Brock Jr. een van Peters beste vrienden. De symbioot die later met hem Venom zou worden is in deze strips geen buitenaardse parasiet, maar een genetische gemanipuleerd protoplasmapak ontworpen door Richard Parker en Edward Brock. Parker wilde het pak gebruiken voor medicinale doeleinden in zijn zoektocht naar een medicijn tegen kanker maar Brock was meer geïnteresseerd in de militaire mogelijkheden van het pak. Na de dood van beide mannen zet Eddie Jr. het onderzoek voort met twee monsters die hij vond in zijn vaders koelkast. Peter wil hem helpen, maar als gevolg daarvan bindt een van de monsters zich aan hem.
Nadat de agressieve invloed van het pak Peter bijna aanzet tot moord, waarschuwt Peter Eddie voor het gevaar dat zij het pak niet kunnen verdedigen tegen mensen die het voor kwade doeleinden willen gebruiken. Hij vernietigt het monster. Eddie, woedend over Peters actie, gebruikt het tweede monster om Venom te worden. Het pak versterkt Eddie’s woedde en agressie waardoor hij extreem gewelddadig wordt en niet meer voor rede vatbaar is. Deze versie van Venom heeft een groot en gespierd lichaam, de spin op de borst is groter en heeft grotere handen met klauwen erop en grote voeten met teennagels.

### Verschil
Het verschil, tussen de symbioot van de oorspronkelijke strips en die van de Ultimate stripserie zijn groot. Zo heeft de Venom uit de Ultimate-versie niet dezelfde mogelijkheden als Spider-Man omdat die daar nooit hetzelfde Venompak zelf heeft gedragen.
De Venom van de oorspronkelijke versie is in het begin voor het eerst door Spider-Man gedragen en het zwarte pak en Venom zijn van dezelfde symbioot. Daarom kent de oorspronkelijk Venom dezelfde mogelijkheid om aan muren te kleven en web te schieten. De Venom uit de Ultimate versie kan dat echter niet. Wel kan hij tegen muren kruipen met zijn scherpe klauwen door in de muur te slaan om zo een beetje de muurkruiptechniek van Spider-Man na te bootsen. Ook kent de Venom uit de oorspronkelijke versie veel van Peter Parkers geheimen omdat de symbioot lang met hem in psychisch en mentaal contact heeft gezeten
Ook een groot verschil tussen het pak van de Ultimate versie en die van de oorspronkelijke versie is de mentale band die hij met zijn gastheer/drager heeft. De oorspronkelijke versie verbindt zich met zijn drager om zich te voeden met zijn emoties en hem zo gewelddadiger te maken. Maar het geeft de drager nog wel de mogelijkheid om zijn eigen keuzes te maken, zolang de symbioot met hem samen kon leven, voedend op zijn emoties. Dat gebeurde bij Eddie Brock nadat zijn woede zijn hoogtepunt bereikte en de Venom-symbioot zich met hem versmolt en zich daarmee voedde. De Ultimate-versie doet echter iets heel anders met zijn gastheer. Wanneer de symbioot zich met zijn gastheer verbindt, maakt het hem sterker in het begin. Zijn kracht wordt sterk verhoogd en in het begin voelt het erg goed. Spider-man's eerste reactie op het pak was: "het voelt ...goed... fantastisch meer mezelf". Maar het bleef niet lang zo goed en fantastisch. Zo gauw Peter het pak langer droeg voelde hij dat het hem uitputte. Op een andere manier dan gewoon "moe" zijn. Hij voelde zich zwakker worden. Het pak maakte hem duizelig en gedesoriënteerd. Uiteindelijk deed het zelfs pijn als hij het te lang droeg. Hij kon er geen afstand van doen door het gewoon uit te trekken, want het had zich permanent met zijn huid versmolten. Ook kwam hij in discussie met zichzelf omdat de kracht die het hem gaf te goed voelde. Hoe langer de symbioot zich met hem samenbond hoe meer hij begon te beseffen dat het pak slecht voor hem was. Het deed op een gegeven moment zo'n pijn dat hij er geblesseerd door raakte. Hij kwam erachter dat het pak zichzelf voedde met de levenskracht van zijn gastheer. Daarom, uiteindelijk met zijn laatste krachten, gooide hij zichzelf in laaghangende spanningskabels. De schok werd hem bijna fataal maar het pak nam de grootste schade zelf op. De symbioot verliet hem en werd door Parker vernietigd door het in een brandende fabrieksoven te gooien.